# 오토캐드

오토캐드(AutoCAD)는 2차원/3차원 디자인, 제도를 위한 CAD 응용 소프트웨어이며 오토데스크사가 개발하여 판매하고 있다. 1982년 말에 처음 출시한 오토캐드는 개인용 컴퓨터, 특히 IBM PC에서 실행할 수 있는 최초의 CAD 프로그램들 가운데 하나였다. 당시 대부분의 CAD 소프트웨어는 메인프레임 컴퓨터나 미니 컴퓨터에 연결된 그래픽 터미널에서 실행되었다.
초기 버전의 오토캐드는 더 복잡한 물체를 만들기 위해 선, 폴리라인, 원, 호, 문자열과 같은 원시적인 객체를 사용하였다. 1990년대 중반 이후로, 오토캐드는 C++ API를 통해 현재의 객체를 지원해왔다.
오토캐드는 사용자가 바라는 설정을 위해, 또 자동화를 위해 수많은 API를 지원하고 있다. 오토리스프, 비주얼리스프, VBA, 닷넷, ObjectARX를 포함한다.
ObjectARX는 오토캐드의 기능을 특정한 분야로 확장하는 데 쓰이는 C++ 클래스 라이브러리이며 오토캐드 아키텍처, 오토캐드 일렉트리컬, 오토캐드 시빌 3D, 서드파티 오토캐드 기반 응용 프로그램과 같은 제품을 만들어 낸다.
오토캐드의 파일 형식은 기본 형태로는 DWG이었으나, 교체 파일 포맷 DXF이 캐드 데이터 상호 운용성을 위한 de facto 표준이 되었다. 최근에 오토캐드는 캐드 데이터를 출판하기 위해 오토데스크가 개발한 DWF 지원을 포함해 왔다. 2006년에 오토데스크는 사용 중인 DWG 파일의 수가 10억을 넘을 것이라고 예측하였다. 과거에 오토데스크는 DWG 파일의 총 수가 3억 이상은 될 것이라고 예측한 바 있다.
오토캐드는 현재 마이크로소프트 데스크톱, 매킨토시 운영 체제에서 실행된다. 매킨토시용 버전은 1990년 이후 지원을 중단했다가 2012년 매킨토시 버전을 다시 출시했으며 현재까지 지원 중이다. 유닉스용 버전은 1980년대에 출시되었지만 나중에 지원을 중단하였다. 오토캐드는 버추얼 PC, 와인과 같은 에뮬레이터나 호환성 계층에서 돌아갈 수 있으며 3차원 객체나 커다란 도형을 사용하여 작업할 때 성능 문제가 일어날 수 있다.
오토캐드와 오토캐드 LT 버전은 독일어, 프랑스어, 이탈리아어, 스페인어, 일본어, 한국어, 중국어 간체, 중국어 번체, 러시아어, 체코어, 폴란드어, 헝가리어 (LT는 지원 안함), 브라질 포르투갈어 (LT는 지원 안함), 덴마크어, 네덜란드어, 스웨덴어, 핀란드어, 노르웨이어, 베트남어를 지원하고 있다.
오토캐드 사용자층이 늘어남에 따라 오토캐드 dwg 포맷과 양방향으로 호환되는 clone 제품이 개발되어 공급되고 있다.

## 제품 종류
- 오토캐드 (AutoCAD)
- 오토데스크 아키텍추럴 데스크톱 (Autodesk Architectural Desktop)
- 오토캐드 일렉트리컬 (AutoCAD Electrical)
- 오토캐드 메커니컬 (AutoCAD Mechanical)
- 오토캐드 시빌 3D (AutoCAD Civil 3D)
- 오토캐드 맵 3D (AutoCAD MAP 3D)
- 오토캐드 LT (AutoCAD LT)

## 버전 역사
| 공식 이름      | 버전 | 출시 번호 | 출시일          | 지원 사항                                   | 비고                                                               |
| -------------- | ---- | --------- | --------------- | ------------------------------------------- | ------------------------------------------------------------------ |
| 버전 1.0       | 1.0  | 1         | 1982년 12월     |                                             |                                                                    |
| 버전 1.2       | 1.2  | 2         | 1983년 4월      |                                             |                                                                    |
| 버전 1.3       | 1.0  | 3         | 1983년 8월      |                                             |                                                                    |
| 버전 1.4       | 1.4  | 4         | 1983년 10월     |                                             |                                                                    |
| 버전 2.0       | 2.0  | 5         | 1984년 10월     |                                             |                                                                    |
| 버전 2.1       | 2.1  | 6         | 1985년 5월      |                                             |                                                                    |
| 버전 2.5       | 2.5  | 7         | 1986년 6월      |                                             |                                                                    |
| 버전 2.6       | 2.6  | 8         | 1987년 4월      |                                             |                                                                    |
| 릴리즈 9       | 9.0  | 9         | 1987년 9월      |                                             |                                                                    |
| 릴리즈 10      | 10.0 | 10        | 1988년 10월     |                                             |                                                                    |
| 릴리즈 11      | 11.0 | 11        | 1990년 10월     |                                             |                                                                    |
| 릴리즈 12      | 12.0 | 12        | 1992년 6월      |                                             | 이 릴리즈 이후로 10여년 간 애플 매킨토시를 위한 새로운 릴리즈 없음 |
| 릴리즈 13      | 13.0 | 13        | 1994년 11월     |                                             | 유닉스, MS-DOS, 윈도 3.11을 위한 마지막 릴리즈                     |
| 릴리즈 14      | 14.0 | 14        | 1997년 2월      |                                             |                                                                    |
| 오토캐드 2000  | 15.0 | 15        | 1999년 3월      |                                             |                                                                    |
| 오토캐드 2000i | 15.1 | 16        | 2000년 7월      |                                             |                                                                    |
| 오토캐드 2002  | 15.6 | 17        | 2001년 6월      |                                             |                                                                    |
| 오토캐드 2004  | 16.0 | 18        | 2003년 3월      |                                             |                                                                    |
| 오토캐드 2005  | 16.1 | 19        | 2004년 3월      | 윈도우 2000, 윈도우 XP                      |                                                                    |
| 오토캐드 2006  | 16.2 | 20        | 2005년 3월      | 윈도우 2000, 윈도우 XP                      |                                                                    |
| 오토캐드 2007  | 17.0 | 21        | 2006년 3월      | 윈도우 2000, 윈도우 XP                      |                                                                    |
| 오토캐드 2008  | 17.1 | 22        | 2007년 3월      | 윈도우 2000, 윈도우 XP                      | 윈도우 2000 마지막 시리즈                                          |
| 오토캐드 2009  | 17.2 | 23        | 2008년 3월      | 윈도우 XP, 윈도우 비스타                    |                                                                    |
| 오토캐드 2010  | 18.0 | 24        | 2009년 3월 24일 | 윈도우 XP, 윈도우 비스타, 윈도우 7          |                                                                    |
| 오토캐드 2011  | 18.1 | 25        | 2010년 3월 25일 | 윈도우 XP, 윈도우 비스타, 윈도우 7          |                                                                    |
| 오토캐드 2012  | 18.2 | 26        | 2011년 3월 22일 | 윈도우 XP, 윈도우 비스타, 윈도우 7          |                                                                    |
| 오토캐드 2013  | 19.0 | 27        | 2012년 3월 27일 | 윈도우 7, 윈도우 8, 윈도우 8.1              |                                                                    |
| 오토캐드 2014  | 19.1 | 28        | 2013년 3월 26일 | 윈도우 7, 윈도우 8, 윈도우 8.1              | 윈도우 XP, 윈도우 비스타 마지막 시리즈                             |
| 오토캐드 2015  | 20.1 | 29        | 2014년 3월 27일 | 윈도우 7, 윈도우 8, 윈도우 8.1              |                                                                    |
| 오토캐드 2016  | 20.1 | 30        | 2015년 3월 23일 | 윈도우 7 SP 1, 윈도우 8, 윈도우 10          |                                                                    |
| 오토캐드 2017  | 21.0 | 31        | 2016년 3월 21일 | 윈도우 7 SP 1, 윈도우 8, 윈도우 10          |                                                                    |
| 오토캐드 2018  | 22.0 | 32        | 2017년 3월 21일 | 윈도우 7 SP 1, 윈도우 8, 윈도우 10          |                                                                    |
| 오토캐드 2019  | 23.0 | 33        | 2018년 3월 22일 | 윈도우 7 SP 1, 윈도우 8, 윈도우 10          |                                                                    |
| 오토캐드 2020  | 23.1 | 34        | 2019년 3월 27일 | 윈도우 7 SP 1 64, 윈도우 8 64, 윈도우 10 64 | 윈도우 7, 윈도우 8 마지막 시리즈                                   |
| 오토캐드 2021  | 23.2 | 33        | 2020년 3월 25일 | 윈도우 8.1 64, 윈도우 10 64                 | 윈도우 8 마지막 시리즈                                             |
| 오토캐드 2022  | 24.1 | 33        | 2021년 3월 23일 | 윈도우 10 64                                |                                                                    |

## 같이 보기
- 오토데스크
- 컴퓨터 지원 설계
- 큐캐드(Qcad)